# Federal Signal
Die Federal Signal Corporation (kurz: fedsig) ist ein US-amerikanischer Einsatzfahrzeug-Ausstatter. Federal Signal produziert in Oak Brook (Illinois) im Straßenverkehr visuell und akustisch wahrnehmbare Produkte für Einsatzfahrzeuge mit Weg- und Sonderrechten.
Das Unternehmen wurde 1901 in Chicago von John Goehst und James und John Gilchrist gegründet. Später erwarb sie Samuel Insull.

## Geschichte
Federal Signal begann um 1920 als Federal Electric Company und verkaufte Sirenen für Feuerwehrautos wie die Q Siren und die Model 66 Siren. Um 1950 baute das Unternehmen Sirenen, die zur Signalisierung des Luft- und Feueralarms dienten, einschließlich der Thunderbolt- und Model 5-Siren, die während des kalten Kriegs vor Luftangriffen sowie radioaktivem Niederschlag warnen sollten.
1956 folgte die Umfirmierung in die Federal Sign and Signal Corporation. Zu dieser Zeit vertrieb das Unternehmen Sirenen für den Außenbereich, Polizeisirenen und Außenblitzlichter. 1970 wurde das Unternehmen endgültig in Federal Signal Corporation umbenannt. Als 1990 der Verkauf von Sirenen für den Außenbereich wie etwa der Federal Signal Thunderbolt zusammenbrach, fokussierte sich das Unternehmen auf andere Produkte. Ebenfalls 1990 begann es mit der Produktion der Federal Signal 2001-Serie.

## Produkte

### Frühere Freilandwarnsysteme
- Federal "Lion" Feuer Sirene
- FedelCodes Sirenen 2-7.5 HP
- Federal Thunderbolt Sirenen Serie
- Federal Vertical Sirenen, 2 bis 7.5 HP.
- Federal "T" Sirenen Baureihe, inklusive der STH-10, STL-10, 2T22, und 3T22.
- Federal 500 Serie
- Federal EOWS "SiraTone" Baureihe

### Heutige Freiland-Warnsysteme
- Federal 2001 Serie
- Federal Modulator
- Federal DSA
- Federal Eclipse NH/8
- Federal Model 2